# Tauros
Tauros és una de les espècies que apareixen a la franquícia Pokémon. És de tipus normal.
En el videojoc Pokémon Go, és exclusiu de Nord-amèrica, cosa que ha incitat gent d'altres parts del món a viatjar a aquest continent expressament per capturar-lo.